# Foster Bastios
Foster Bastios (20 febbraio 1975) è un ex calciatore ghanese, di ruolo difensore.

## Carriera

### Club
Ha giocato nella prima divisione ghanese ed in quella greca (con il Kalamata, per complessive 29 presenze in questa categoria nell'arco di due stagioni).

### Nazionale
Ha rappresentato la nazionale ghanese alla Coppa d'Africa 1998.